# Demokratiske Union
Den Demokratiske Union (pl. Unia Demokratyczna, forkortet UD) var et polsk liberalt politisk parti, der opstod i 1990 under ledelse af Tadeusz Mazowiecki efter hans nederlag ved præsidentvalget samme år.
Størstedelen af partiets medlemmer kom fra miljøet omkring Solidarność og deres politiske holdninger spændte fra moderat konservative over liberale til socialdemokratiske. I maj 1991 indtrådte blandt andre Borgerbevægelsen Demokratisk Aktion (ROAD) og den Demokratiske Højrefløjs Forum (FPD) i partiet. Begge grupperinger havde støttet Mazowieckis kandidatur til præsidentposten.
| Politisk parti | Spire Denne artikel om et politisk parti eller gruppe er en spire som bør udbygges. Du er velkommen til at hjælpe Wikipedia ved at udvide den. |